# Gens Túl·lia
La gens Túl·lia (llatí: Tullia gens) era una gens romana patrícia i plebea de gran antiguitat. Els Tul·li reivindicaven la noblesa dels seus orígens, que feien retrocedir fins al rei Servi Tul·li i dels quals es deia que eren una de les cases albanes desplaçades a Roma durant el regnat de Tul·lus Hostili. En qualsevol cas, formaven part de les anomenades minores gentes. El nomen Tul·li és un derivat de Tul·lus, un praenomen arcaic poc comú durant els darrers segles de la República.
D'entre els primers membres de la família, a més del mític cas de Servi Tul·li, hom hi troba Mani Tul·li Llong, cònsol l'any 500 aC, el primer cònsol de la gens. Però la branca patrícia no va durar gaire, i sembla que es va extingir en els primers temps de la República. Així, els Tul·li no apareixen en la història durant un temps, i quan reapareixen ho fa solament la branca plebea. El primer Tul·li plebeu que va arribar a cònsol va ser Marc Tul·li Decula (81 aC) i el següent Marc Tul·li Ciceró (63 aC), sens dubte el personatge més cèlebre de tota la gens. Formava part de la branca dels Tul·li Ciceró, una família procedent de la ciutat d'Arpinum.